# Tubifera
Tubifera of buiskussen is een geslacht van protisten uit de familie Tubiferaceae. Het geslacht werd voor het eerst in 1792 wetenschappelijk beschreven door Johann Friedrich Gmelin.

## Soorten
Volgens Index Fungorum bevat het geslacht 17 soorten (peildatum oktober 2020):
| Soortnaam                                | Auteur(s)                                               | Publicatiejaar |
| ---------------------------------------- | ------------------------------------------------------- | -------------- |
| Tubifera applanata                       | Leontyev & Fefelov                                      | 2012           |
| Tubifera bombarda                        | (Berk. & Broome) G.W. Martin                            | 1961           |
| Tubifera casparyi                        | (Rostaf.) T. Macbr.                                     | 1899           |
| Tubifera corymbosa                       | Leontyev, Schnittler, S.L. Stephenson & L.M. Walker     | 2015           |
| Tubifera dictyoderma                     | Nann.-Bremek. & Loer.                                   | 1985           |
| Tubifera dimorphotheca                   | Nann.-Bremek. & Loer.                                   | 1981           |
| Tubifera dudkae                          | (Leontyev & G. Moreno) Leontyev, G. Moreno & Schnittler | 2015           |
| Tubifera ferruginosa (Rossig buiskussen) | (Batsch) J.F. Gmel.                                     | 1791           |
| Tubifera glareata                        | S.J. Lloyd, Leontyev & Dagamac                          | 2019           |
| Tubifera lindheimeri                     | (Berk.) E. Sheld.                                       | 1895           |
| Tubifera magna                           | Leontyev, Schnittler & S.L. Stephenson                  | 2015           |
| Tubifera microsperma                     | (Berk. & M.A. Curtis) G.W. Martin                       | 1947           |
| Tubifera montana                         | Leontyev, Schnittler & S.L. Stephenson                  | 2015           |
| Tubifera papillata                       | G.W. Martin, K.S. Thind & Sohi                          | 1957           |
| Tubifera pseudomicrosperma               | Leontyev, Schnittler & S.L. Stephenson                  | 2015           |
| Tubifera tomentosa                       | S.J. Lloyd, Leontyev & Dagamac                          | 2019           |
| Tubifera vanderheuliae                   | S.J. Lloyd, Leontyev & Dagamac                          | 2019           |